# Andreas Plettner
Andreas Plettner es un deportista alemán que compitió en vela en la clase Flying Dutchman. Ganó una medalla de bronce en el Campeonato Mundial de Flying Dutchman de 1993 y una medalla de plata en el Campeonato Europeo de Flying Dutchman de 1994.

## Palmarés internacional
| Campeonato Mundial | Campeonato Mundial    | Campeonato Mundial | Campeonato Mundial |
| Año                | Lugar                 | Medalla            | Clase              |
| ------------------ | --------------------- | ------------------ | ------------------ |
| 1993               | Travemünde (Alemania) | Medalla de bronce  | Flying Dutchman    |
| Campeonato Europeo |                       |                    |                    |
| Año                | Lugar                 | Medalla            | Clase              |
| 1994               | Neusiedl (Austria)    | Medalla de plata   | Flying Dutchman    |